# 科布倫茨峰

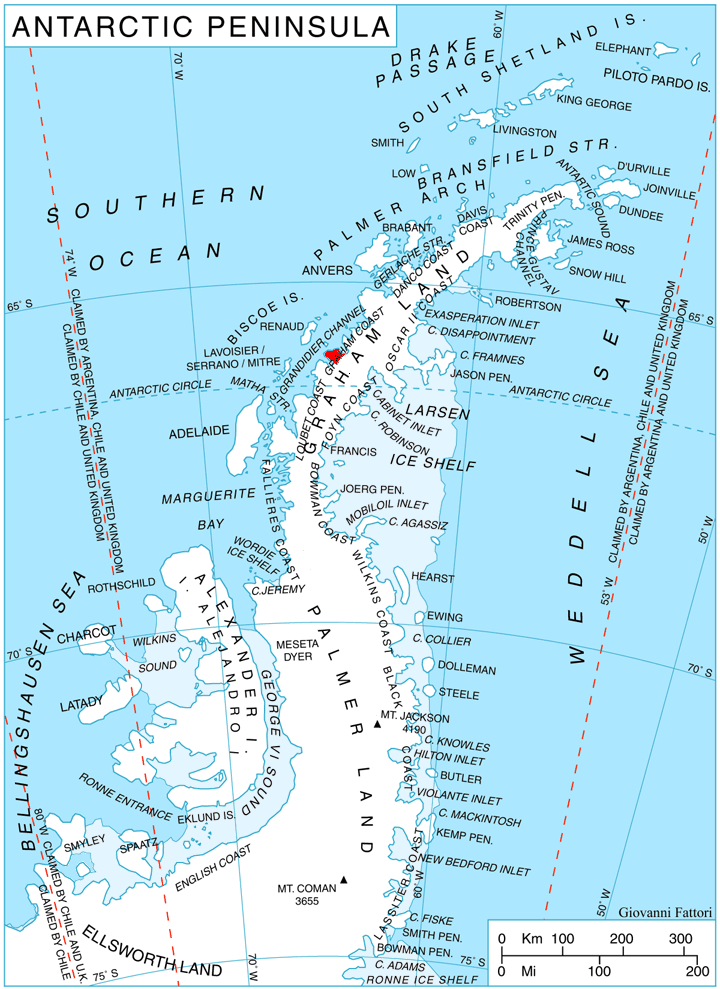

科布倫茨峰是南極洲的山峰，位於葛拉漢地西岸韋林格勒半島，該山脈根據英國公司的空中照片被繪入地圖，現時由南極條約體系管理。
66°7′S 65°8′W / 66.117°S 65.133°W